# Ссентаму, Роберт Киагуланьи
Роберт Киагуланьи Ссентаму (англ. Robert Kyagulanyi Ssentamu; род. 12 февраля 1982, Nkozi, Центральная область), известен также под сценическим псевдонимом Боби Вайн (Bobi Wine) — угандийский политик, певец, актёр, бизнесмен и филантроп.

## Биография
Роберт Киагуланьи Ссентаму родился в 1982 году в Нкози. Он начал карьеру на эстраде как исполнитель регги. В 2017 году стал депутатом парламента Уганды, представляющим избирательный округ Кьядондо на востоке страны. Основал и возглавил политическое движение «Власть народа», начал подвергать острой критике режим президента Мусевени за коррумпированность и низкое качество управления. В 2020 году Ссентаму создал на базе «Власти народа» партию Платформа национального единства. 
На всеобщих выборах 2021 года Ссентаму был кандидатом от оппозиции. Проиграл по итогам голосования действующему президенту, находился под домашним арестом.